# Pharmazierat
Pharmazierat  ist ein Titel, der an Apotheker verliehen werden kann, und eine Amtsbezeichnung in Deutschland.
In einigen Bundesstaaten des Deutschen Reiches (u. a. Bayern, Preußen, thüringische Staaten) wurde er zur Würdigung verdienstvoller berufsständischer Tätigkeit verliehen.

## Amtsbezeichnung
In der Bundesrepublik Deutschland ist „Pharmazierat“ die Amtsbezeichnung für Beamte des Eingangsamtes (A 13) im höheren Dienst als Apotheker. Es handelt sich dabei um eine Laufbahn besonderer Fachrichtung, die in den entsprechenden Laufbahnverordnungen des Bundes und der Länder geregelt sind. Die Amtsbezeichnung in den nächsten Beförderungsämtern sind Oberpharmazierat bzw. Pharmazieoberrat (A 14), Pharmaziedirektor (A 15) und Leitender Pharmaziedirektor (A 16).

## Ehrenbeamtenverhältnis
Daneben wird die Bezeichnung „Pharmazierat“ auch für Apotheker verwendet, die in ein Ehrenbeamtenverhältnis berufen wurden, was aber nur in einigen Ländern möglich ist (z. B. Bayern, Berlin, Mecklenburg-Vorpommern, Niedersachsen, Rheinland-Pfalz, Sachsen, Thüringen). Es handelt sich dabei um Sachverständige nach § 64 Arzneimittelgesetz, die ehrenamtlich in der staatlichen Apothekenüberwachung eingesetzt sind.

## Pharmazierat in der DDR
In der DDR wurde der Titel zur Würdigung verdienstvoller Tätigkeit im Gesundheitsschutz der Bevölkerung an Apotheker verliehen.
Er konnte zum einen verliehen werden für eine langjährige erfolgreiche Tätigkeit in einer Leitungsfunktion in Einrichtungen, staatlichen Organen des Gesundheits- und Sozialwesens oder in gesellschaftlichen Organisationen mit hervorragenden Ergebnissen bei entweder der Lösung der Aufgaben des staatlichen Gesundheits- und Sozialwesens zur Erhöhung der Qualität und Wirksamkeit der medizinischen Arbeit oder der Entwicklung und Anwendung moderner Erkenntnisse der medizinischen Wissenschaft, Forschung und Technik in der medizinischen Praxis.
Der Ausgezeichnete musste für die Anleitung von mindestens acht Personen mit Hoch- oder Fachschulausbildung verantwortlich sein und die Leitungstätigkeit mindestens sieben Jahre ausgeübt haben. Wurde die Leitungstätigkeit mindestens 15 Jahre ausgeübt, konnte der Titel Oberpharmazierat verliehen werden.
Des Weiteren konnte der Titel Pharmazierat auch nach 20-jähriger pharmazeutischer Tätigkeit für hervorragende Leistungen in der unmittelbaren medizinischen und sozialen Betreuung der Bürger vergeben werden. Eine Verleihung des Titels Oberpharmazierat war hier nicht vorgesehen.

### Vergabemodus
Der Titel Oberpharmazierat konnte nur durch den Minister für Gesundheitswesen der DDR, der Titel Pharmazierat auch vom Vorsitzenden des zuständigen Rates des Bezirkes verliehen werden. Die Entscheidung über die Vergabe erfolgte jeweils im Einvernehmen mit der Gewerkschaft Gesundheitswesen.
Die Titel wurden am 11. Dezember verliehen. Dies war der Tag des Gesundheitswesens in der DDR. Der Ausgezeichnete erhielt eine Urkunde und war berechtigt, den Titel im Zusammenhang mit seinem Namen zu nennen. Es war der jeweils höchste Titel zu führen. Er konnte auch wieder aberkannt werden.